# 遠野町 (福島県)
遠野町（とおのまち）とは、福島県石城郡にあった町。

## 概要
遠野町は現在のいわき市南西部に位置していて、面積のほとんどを山地が占めている。遠野町合併以前は上遠野町と入遠野町からなり、上遠野は平野部に近く入遠野は上遠野よりやや標高の高い山地となっていて、気候は若干異なる。
町には御斎所街道が通っており、上遠野地区は古くから街道の交易地として栄えた。

## 地理
- 山：往生山、三大明神山、鶴石山、天狗山
- 河川：入遠野川、鮫川、王子川

## 歴史
- 1889年4月1日 - 町村制施行により菊多郡上遠野村、入遠野村が発足[1]。
- 1896年4月1日 - 上記二村は郡の統合により石城郡に所属[1]。
- 1955年3日31日 - 上遠野村と入遠野村が合併、町制施行し遠野町となる[1]。
- 1966年10月1日 - 磐城市・内郷市・常磐市・平市・勿来市・小川町・久之浜町・四倉町・大久村・川前村・田人村・三和村・好間村と合併し、いわき市が誕生。

## 交通
遠野町域では鉄道路線は通っておらず、高速道路や国道なども通っていない。

## 観光
- 鮫川渓谷
- 入川渓谷